# Ітан Ампаду
Ітан Ампаду (англ. Ethan Ampadu; нар. 14 вересня 2000, Ексетер) — валлійський футболіст, центральний захисник клубу «Лідс Юнайтед» та збірної Уельсу.

## Клубна кар'єра

### «Ексетер Сіті»
Народився 14 вересня 2000 року в місті Ексетер. Є випускником академії «Ексетер Сіті». 9 серпня 2016 року у віці 15 років 10 місяців і 26 днів він здійснив свій дебют за головну команду клубу у матчі Кубка Ліги з «Брентфордом». Він став наймолодшим гравцем в історії клубу, побивши рекорд 87-річної давності, встановлений Кліффом Бастіном і став до того ж гравцем матчу. 16 серпня 2016 року він дебютував в чемпіонаті, вийшовши у стартовому складі в домашньому програному матчі Другої ліги від «Кровлі Таун». Всього зіграв за клуб 13 матчів в усіх турнірах, 8 з них — у чемпіонаті.

### «Челсі»
1 липня 2017 року Ампаду підписав контракт з лондонським «Челсі». Він приєднався до місцевої академії.
20 вересня здійснив дебют у головній команді «Челсі», вийшовши на заміну на 55-й хвилині в матчі Кубка Ліги з «Ноттінгем Форест». Він став першим гравцем, що народився в 2000-ні роки і який зіграв за першу команду «Челсі». У віці 17 років та 6 днів він став наймолодшим гравцем, котрий зіграв за «Челсі» за останні більш ніж 10 років. 25 жовтня у матчі 4 раунду Кубка Ліги проти «Евертона» вперше вийшов у стартовому складі і відіграв весь матч без заміни.
12 грудня 2017 року дебютував у Прем'єр-лізі, вийшовши на 80-ій хвилині матчу на заміну у грі з «Гаддерсфілд Таун» (3:1).
У липні 2019 був відданий у річну оренду до німецького «РБ Лейпциг», за команду якого протягом сезону взяв участь лише у декількох іграх. Згодом також на правах оренди захищав кольори англійського «Шеффілд Юнайтед» та італійської «Венеції», у складі яких провів по одному сезону, вже маючи постійну ігрову практику.
Влітку 2022 року знову був орендований до Італії, приєднавшись цього разу до «Спеції».

### «Лідс Юнайтед»
19 липня 2023 року за 7 млн. фунтів перейшов у «Лідс Юнайтед», який на той час виступав у чемпіоншипі.

## Виступи за збірні
Ітан мав право виступати за збірні Англії, Ірландії або Гани. Також він міг виступати за Уельс, тому що його мама — валлійка.
2015 року Ампаду провів один матч у складі юнацької збірної Англії до 16 років, але з наступного року вирішив виступати за юнацькі збірні Уельсу.
У травні 2017 року був викликаний до складу національної збірної Уельсу на відбірковий матч чемпіонату світу проти збірної Сербії, але не був включений в заявку на матч. 1 листопада знову отримав виклик у збірну на товариські матчі з командами Франції та Панами. Дебютував у першій збірній 10 листопада, вийшовши на заміну на 63-й хвилині в матчі з Францією (0:2). Через чотири дні 14 листопада 2017 року вперше вийшов в основному складі збірної на матч з Панамою.
Загалом юний футболіст дуже швидко став основним центральним захисником національної команди.
| Дата       | Місто         | Господарі   | Результат | Гості          | Турнір                               | Голи | Примітки |
| ---------- | ------------- | ----------- | --------- | -------------- | ------------------------------------ | ---- | -------- |
| 10-11-2017 | Сен-Дені      | Франція     | 2 – 0     | Уельс          | товариський матч                     | -    | 64'      |
| 14-11-2017 | Кардіфф       | Уельс       | 1 – 1     | Панама         | товариський матч                     | -    | 21' 67'  |
| 6-9-2018   | Кардіфф       | Уельс       | 4 – 1     | Ірландія       | Ліга націй УЄФА 2018-2019 - 1-й етап | -    | 67'      |
| 9-9-2018   | Орхус         | Данія       | 2 – 0     | Уельс          | Ліга націй УЄФА 2018-2019 - 1-й етап | -    | 71'      |
| 11-10-2018 | Кардіфф       | Уельс       | 1 – 4     | Іспанія        | товариський матч                     | -    | 50'      |
| 16-11-2018 | Кардіфф       | Уельс       | 1 – 2     | Данія          | Ліга націй УЄФА 2018-2019 - 1-й етап | -    | 50' 86'  |
| 8-6-2019   | Осієк         | Хорватія    | 2 – 1     | Уельс          | Відбір до ЧЄ 2020                    | -    | 66'      |
| 11-6-2019  | Будапешт      | Угорщина    | 1 – 0     | Уельс          | Відбір до ЧЄ 2020                    | -    | 54'      |
| 6-9-2019   | Кардіфф       | Уельс       | 2 – 1     | Азербайджан    | Відбір до ЧЄ 2020                    | -    | 75'      |
| 10-10-2019 | Трнава        | Словаччина  | 1 – 1     | Уельс          | Відбір до ЧЄ 2020                    | -    | 33' 58'  |
| 13-10-2019 | Кардіфф       | Уельс       | 1 – 1     | Хорватія       | Відбір до ЧЄ 2020                    | -    | 50'      |
| 16-11-2019 | Баку          | Азербайджан | 0 – 2     | Уельс          | Відбір до ЧЄ 2020                    | -    | 14' 88'  |
| 19-11-2019 | Кардіфф       | Уельс       | 2 – 0     | Угорщина       | Відбір до ЧЄ 2020                    | -    | 50'      |
| 3-9-2020   | Гельсінкі     | Фінляндія   | 0 – 1     | Уельс          | Ліга націй УЄФА 2020-2021 - 1-й етап | -    |          |
| 6-9-2020   | Кардіфф       | Уельс       | 1 – 0     | Болгарія       | Ліга націй УЄФА 2020-2021 - 1-й етап | -    |          |
| 8-10-2020  | Лондон        | Англія      | 3 – 0     | Уельс          | товариський матч                     | -    | 57' 62'  |
| 11-10-2020 | Дублін        | Ірландія    | 0 – 0     | Уельс          | Ліга націй УЄФА 2020-2021 - 1-й етап | -    |          |
| 14-10-2020 | Софія (місто) | Болгарія    | 0 – 1     | Уельс          | Ліга націй УЄФА 2020-2021 - 1-й етап | -    |          |
| 15-11-2020 | Кардіфф       | Уельс       | 1 – 0     | Ірландія       | Ліга націй УЄФА 2020-2021 - 1-й етап | -    |          |
| 18-11-2020 | Кардіфф       | Уельс       | 3 – 1     | Фінляндія      | Ліга націй УЄФА 2020-2021 - 1-й етап | -    | 76'      |
| 24-3-2021  | Левен         | Бельгія     | 3 – 1     | Уельс          | Відбір до ЧС 2022                    | -    |          |
| 30-3-2021  | Кардіфф       | Уельс       | 1 – 0     | Чехія          | Відбір до ЧС 2022                    | -    |          |
| 5-6-2021   | Кардіфф       | Уельс       | 0 – 0     | Албанія        | товариський матч                     | -    | 46'      |
| 12-6-2021  | Баку          | Уельс       | 1 – 1     | Швейцарія      | ЧЄ 2020 - 1-й етап                   | -    | 90+3'    |
| 16-6-2021  | Баку          | Туреччина   | 0 – 2     | Уельс          | ЧЄ 2020 - 1-й етап                   | -    | 73'      |
| 20-6-2021  | Рим           | Італія      | 1 – 0     | Уельс          | ЧЄ 2020 - 1-й етап                   | -    | 56'      |
| 1-9-2021   | Гельсінкі     | Фінляндія   | 0 – 0     | Уельс          | товариський матч                     | -    | 73'      |
| 8-9-2021   | Кардіфф       | Уельс       | 0 – 0     | Естонія        | Відбір до ЧС 2022                    | -    |          |
| 8-10-2021  | Прага         | Чехія       | 2 – 2     | Уельс          | Відбір до ЧС 2022                    | -    | 26'      |
| 11-10-2021 | Таллінн       | Естонія     | 0 – 1     | Уельс          | Відбір до ЧС 2022                    | -    |          |
| 13-11-2021 | Кардіфф       | Уельс       | 5 – 1     | Білорусь       | Відбір до ЧС 2022                    | -    | 59'      |
| 24-3-2022  | Кардіфф       | Уельс       | 2 – 1     | Австрія        | Відбір до ЧС 2022                    | -    |          |
| 29-3-2022  | Кардіфф       | Уельс       | 1 – 1     | Чехія          | товариський матч                     | -    | 61'      |
| 5-6-2022   | Кардіфф       | Уельс       | 1 – 0     | Україна        | Відбір до ЧС 2022                    | -    |          |
| 11-6-2022  | Кардіфф       | Уельс       | 1 – 1     | Бельгія        | Ліга націй УЄФА 2022-2023 - 1-й етап | -    |          |
| 14-6-2022  | Роттердам     | Нідерланди  | 3 – 2     | Уельс          | Ліга націй УЄФА 2022-2023 - 1-й етап | -    | 89'      |
| 22-9-2022  | Брюссель      | Бельгія     | 2 – 1     | Уельс          | Ліга націй УЄФА 2022-2023 - 1-й етап | -    | 59'      |
| 21-11-2022 | Ер-Раян       | США         | 1 – 1     | Уельс          | ЧС 2022 - груповий етап              | -    | 90+5'    |
| 25-11-2022 | Ер-Раян       | Уельс       | 0 – 2     | Іран           | ЧС 2022 - груповий етап              | -    | 77'      |
| 29-11-2022 | Ер-Раян       | Уельс       | 0 – 3     | Англія         | ЧС 2022 - груповий етап              | -    |          |
| 25-3-2023  | Спліт         | Хорватія    | 1 – 1     | Уельс          | Відбір до ЧЄ 2024                    | -    | 25'      |
| 28-3-2023  | Кардіфф       | Уельс       | 1 – 0     | Латвія         | Відбір до ЧЄ 2024                    | -    |          |
| 16-6-2023  | Кардіфф       | Уельс       | 2 – 4     | Вірменія       | Відбір до ЧЄ 2024                    | -    |          |
| 19-6-2023  | Самсун        | Туреччина   | 2 – 0     | Уельс          | Відбір до ЧЄ 2024                    | -    |          |
| 7-9-2023   | Кардіфф       | Уельс       | 0 – 0     | Південна Корея | товариський матч                     | -    | 46'      |
| 11-9-2023  | Рига          | Латвія      | 0 – 2     | Уельс          | Відбір до ЧЄ 2024                    | -    |          |
| Усього     |               | Матчів      | 46        |                | Голів                                | 0    |          |

## Особисте життя
Є сином колишнього професійного футболіста, а нині тренера Кваме Ампаду.

## Титули і досягнення
- Переможець Ліги Європи УЄФА (1):

«Челсі»: 2018–19
- Переможець Суперкубка УЄФА (1):

«Челсі»: 2021